# Rogier Wissink
Rogier Wissink (Apeldoorn, 11 oktober 1986) is een voormalig Nederlands profvoetballer. Hij komt uit voor AFC uit Amsterdam.
Op 19 augustus 2005 maakte Wissink zijn debuut voor Go Ahead Eagles in een wedstrijd tegen Cambuur Leeuwarden (2-2 gelijkspel). Wissink bleef vier seizoenen in de hoofdmacht van Go Ahead, waarvoor hij 98 wedstrijden speelde en zeven doelpunten scoorde.

## Clubstatistieken
| Seizoen   | Club            | Duels | Goals | Competitie               |
| --------- | --------------- | ----- | ----- | ------------------------ |
| 2005/06   | Go Ahead Eagles | 29    | 2     | Eerste divisie           |
| 2006/07   | Go Ahead Eagles | 24    | 2     | Eerste divisie           |
| 2007/08   | Go Ahead Eagles | 24    | 3     | Eerste divisie           |
| 2008/09   | Go Ahead Eagles | 21    | 0     | Eerste divisie           |
| 2009/2010 | DOVO            | onb.  | onb.  | Zaterdag Hoofdklasse B   |
| 2010/11   | Bennekom        | 26    | 9     | Zaterdag eerste klasse D |
| Totaal    | Totaal          | 124   | 16    |                          |